# St. Anna (Vögnitz)

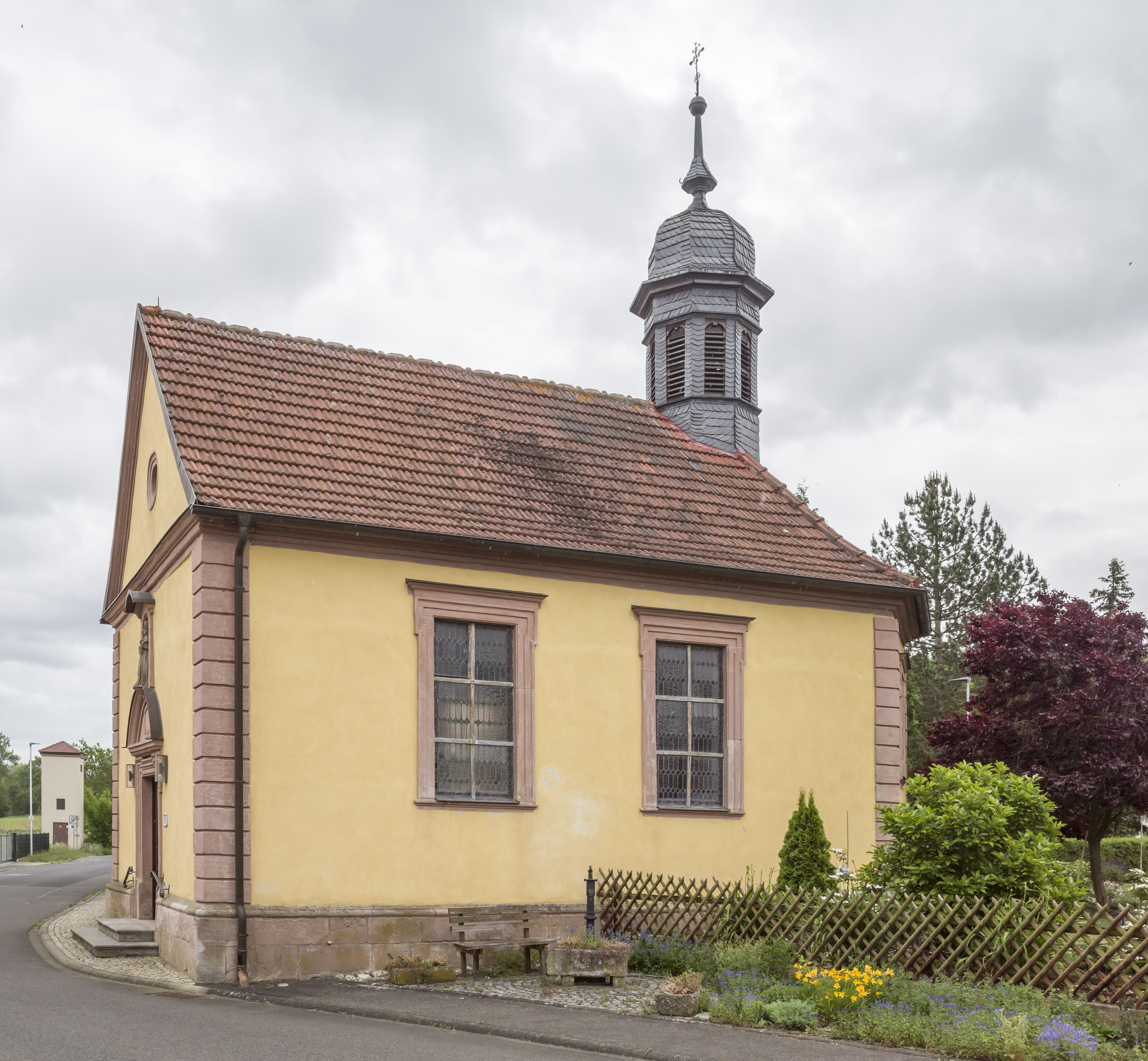
St. Anna in Vögnitz

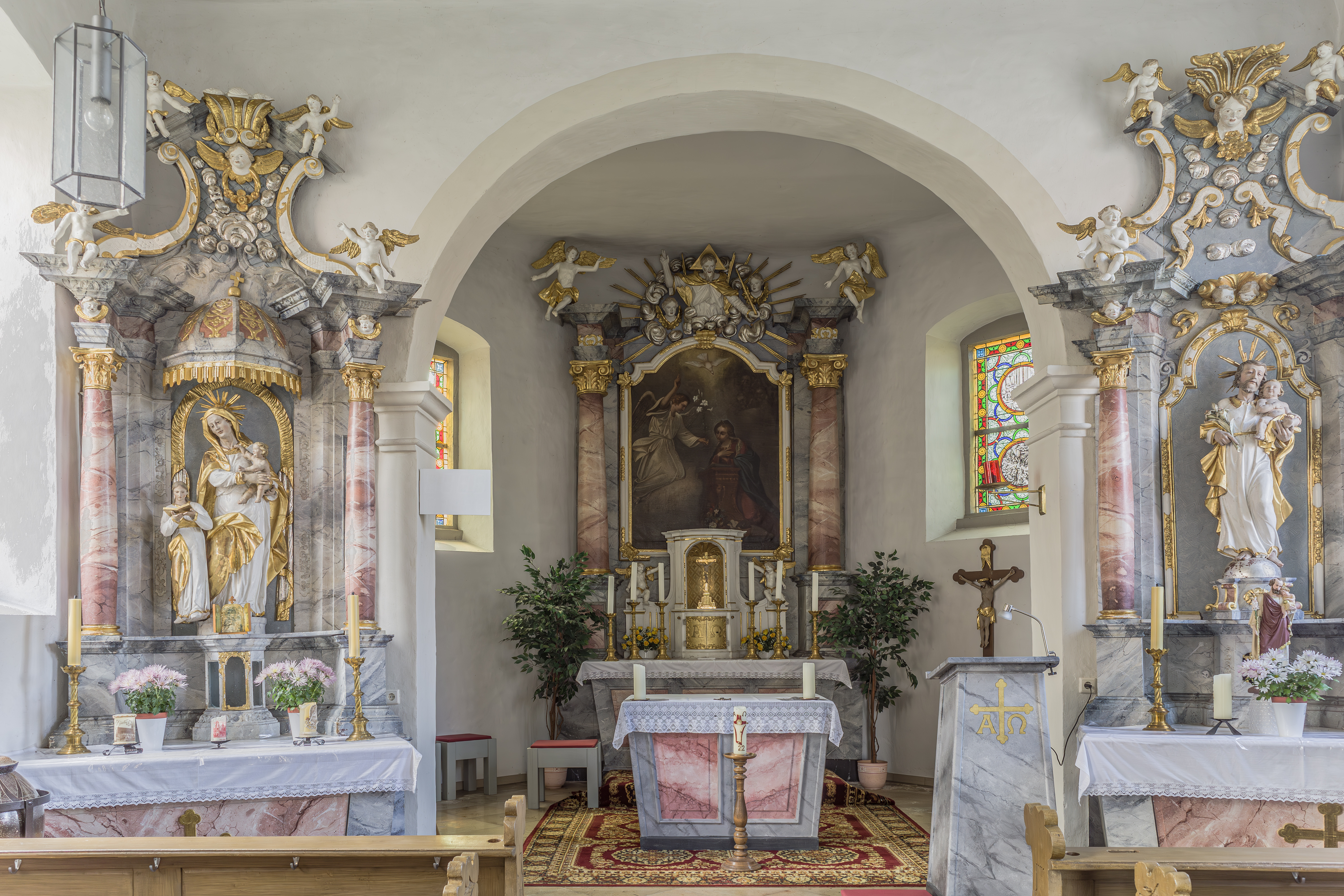
Altäre

Die römisch-katholische, denkmalgeschützte Filialkirche St. Anna steht in Vögnitz, einem Gemeindeteil der Gemeinde Sulzheim im Landkreis Schweinfurt (Unterfranken, Bayern). Die Kirche ist unter der Denkmalnummer D-6-78-183-50 als Baudenkmal in der Bayerischen Denkmalliste eingetragen. Die Kirche gehört zur Pfarrei St. Wendelin Bischwind in der Pfarreiengemeinschaft Kirche am Zabelstein (Traustadt) im Dekanat Schweinfurt-Süd des Bistums Würzburg.

## Beschreibung
Die Saalkirche wurde 1804/05 erbaut. Sie besteht aus einem Langhaus, dessen Chor im Süden polygonal abgeschlossen ist, über dem sich ein schiefergedeckter, achteckiger Dachreiter erhebt, der hinter den Klangarkaden den Glockenstuhl beherbergt, und der mit einer Zwiebelhaube bedeckt ist. Über dem Portal in der Fassade im Norden befindet sich in einer Nische eine Statue einer Anna selbdritt. Der Außenbau ist mit Ecksteinen und geohrten Fenstern verziert. Der Innenraum, in dessen Norden eine Empore eingebaut wurde, ist mit einer Flachdecke überspannt. Im Chor steht vor dem Hochaltar ein Volksaltar. Der Chorbogen wird von Seitenaltären flankiert.